# Little Elm

Little Elm est une ville située à l'est du comté de Denton au Texas, aux États-Unis,.

## Démographie
Lors du recensement de 2010, la ville comptait une population de 25 898 habitants. Elle est estimée, en 2016, à 46 548 habitants.

## Personnalités
- Weston McKennie (1998-), joueur de soccer, y est né.

### Source de la traduction
- (en) Cet article est partiellement ou en totalité issu de l’article de Wikipédia en anglais intitulé « Little Elm, Texas » (voir la liste des auteurs).